# Mitra leonardi
Mitra leonardi is een slakkensoort uit de familie van de Mitridae. De wetenschappelijke naam van de soort is voor het eerst geldig gepubliceerd in 1990 door Petuch.